# 坎塔布里亚海

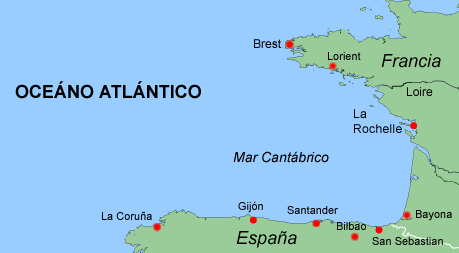
坎塔布里亞海（Mar Cantábrico）位於西班牙北部和法國西南部

45°05′27″N 3°54′27″W / 45.09083°N 3.90750°W
坎塔布里亚海是西歐的陸緣海，屬於大西洋的一部分，位於西班牙北部和法國西南部，是比斯開灣南部的一部分，海岸線長度800公里。